# RFLP
RFLP（Restriction Fragment Length Polymorphism、制限酵素断片長多型）とは、制限酵素によって切断された DNA 断片の長さが、同一種内の個体間で異なる（多型を示す）ことを指し、また転じてそれを検出する手法も意味する。一塩基多型によってこの違いが現れることもある。遺伝病を持つ人と持たない人でこれが異なる場合があり、診断や遺伝病の原因遺伝子の同定に利用される。得られた断片長は、電気泳動によって既知の断片長のDNA（サイズマーカー）と比較して求める。
ゲノムプロジェクトの進行に伴ってPCRに用いるプライマーの設計が容易になったため、現在ではPCRでDNAを増幅し、その反応生成物を制限酵素で切断する手法であるPCR-RFLPが一般的となった。PCR-RFLP以前はヒトを対象とした場合、
1. 生きた細胞の採取
2. 細胞の培養（数日）
3. 比較的高品質なDNAの抽出
4. DNAの切断
5. 電気泳動
6. ブロッティング
7. 放射性同位元素等でラベルしたプローブのハイブリダイズ
8. X線フィルムへの感光・現像

といった手順を踏んだ。一方、PCR-RFLPでは、
1. 比較的粗雑なDNAの採取
2. PCR（2時間程度）
3. DNAの切断
4. 電気泳動
5. 紫外線によるDNAの可視化

と、半日程度で可能となった。

## 断片長の差で対立遺伝子等を識別する方法
以下にサザンブロッティングを利用した原法を模式的に示す。
```
個体A
               a                     b         c
               |         2 kb        |   1 kb  |
DNA -----------|---------------------|---------|-------
             SfaN I                SfaN I    SfaN I
                     
=
=
=
=
=
=
=
=
=

                   プローブと相補的な領域

個体B
               a                     b         c
               |              3 kb             |
DNA -----------|-------------------------------|-------
             SfaN I                          SfaN I
                     
=
=
=
=
=
=
=
=
=

                          

      サザンブロッティングの結果   ↓                 
                                        
         5 kb _____                     
         4 kb _____                     
                                        
         3 kb _____            ______            
                                               
                                              
         2 kb _____   ______                   
                                              
                                               
                                              
         1 kb _____                           
                                        
                                        
         サイズ　      個体A    個体B 
         マーカー                   
                                        
上段: ある生物種2個体のゲノムDNAと制限酵素SfaN Iによる断片長。
         個体Bにはbの位置の制限酵素認識部位が存在しない
=
=
はプローブが結合する領域。
下段: サザンブロッティングの結果。個体Aでは2 kbの、個体Bでは3 kbの位置にバンドが見える。
（簡略のため一倍体生物を想定している）
```